# Dobki (województwo warmińsko-mazurskie)
Dobki – wieś w Polsce położona w województwie warmińsko-mazurskim, w powiecie oleckim, w gminie Olecko.
W latach 1975–1998 miejscowość administracyjnie należała do województwa suwalskiego.
Wieś czynszowa, lokowana w 1555 r.posiadała wcześniej dwie nazwy - Dobki oraz Kibisze. Druga pochodzi od założyciela wsi Marcina Kibisza, który 4 kwietnia 1555 roku kupił z rąk starosty książęcego Krzysztofa Glaubitza cztery włóki sołeckie i zobowiązał się do założenia na 40 włókach wsi czynszowej między Kukowem, Giżami i Orzechówkiem. 
Zniszczenia z wojny polsko-szwedzkiej, a w szczególności najazd Tatarów hetmana Gosiewskiego, spowodował, że w roku 1683 miejscowi chłopi odrabiali szarwark także w majątku w Sedrankach. 
W 1938 r. we wsi było 384 mieszkańców. W tym czasie Dobki należały do parafii i urzędu stanu cywilnego w Olecku. Inne nazwy tej miejscowości wymieniane w dokumentach to: Kibisze, Dopken, Dopcken. W roku 1938 władze hitlerowskie zmieniły nazwę wsi na Markgrafsfelde.